# Takgeting
Takgeting (Dolichovespula saxonica), ibland kallad för saxisk geting, är en geting som förekommer i Europa och vidare österut genom Asien till Kamtjatkahalvön och ön Sachalin i östra Ryssland, Kina och Japan. Arten hör till de sociala getingarna och bildar samhällen med drottning och arbetare och är en av de getingar som ofta bygger bon i byggnader, till exempel på vindar eller i uthus.

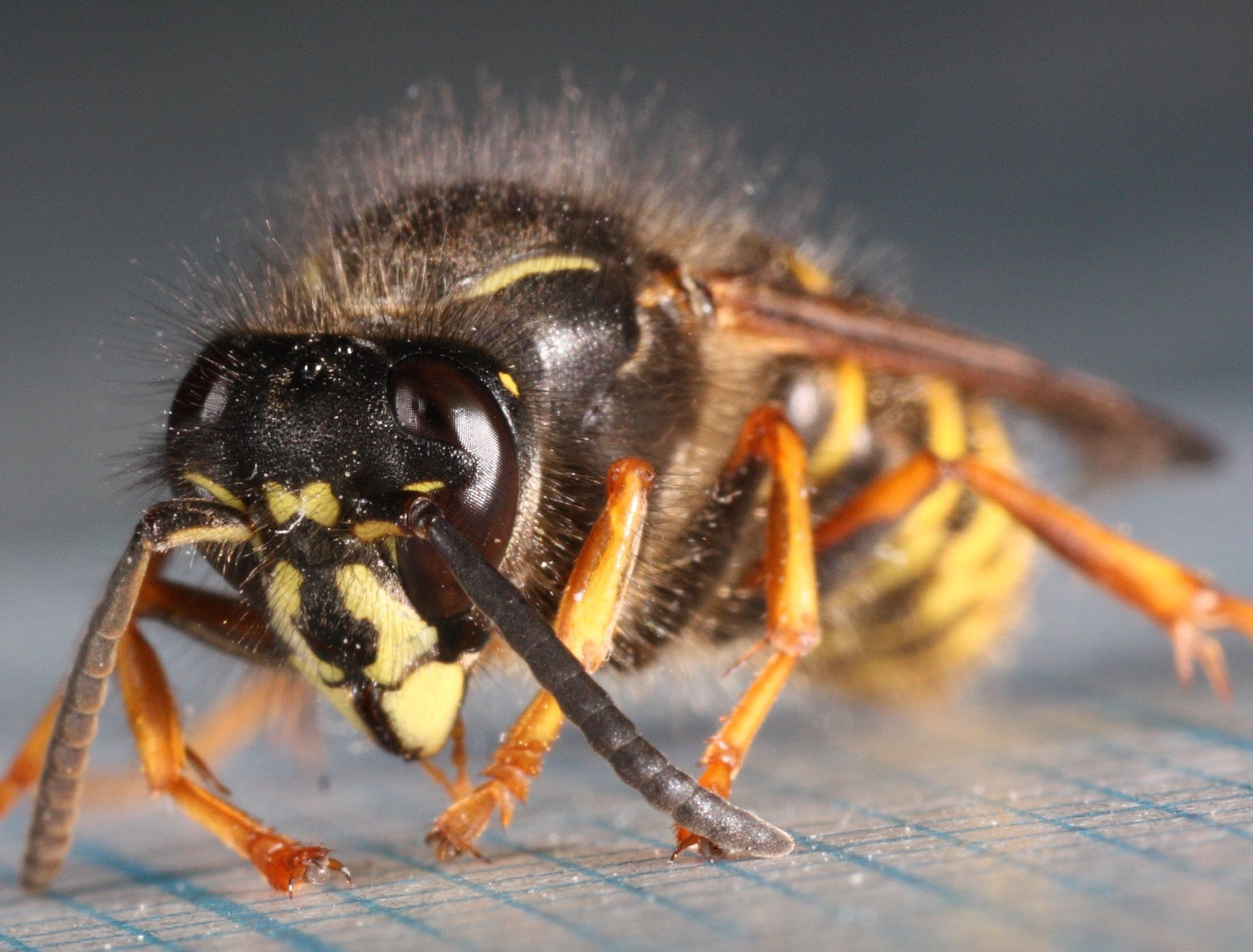
Dolichovespula saxonica

## Kännetecken
Takgetingen har svart och gul färgteckning. Huvudet och mellankroppen är övervägande svarta med gula teckningar. På munskölden som är gul finns i mitten en svart fläck som kan variera i utseende men som i många fall är smal nedtill och bredare på mitten och sedan åter smalare upptill, så att den kan sägas likna en urna med smal fot i silhuett. Bland andra förekommande men ovanliga varianter är att fläcken på munskölden är bred upptill eller mycket liten, nästan bara som en prick (det sistnämnda hos honor). Bakkroppen är som hos många andra getingar svart med tvärgående gula band. Längden är 11–13 millimeter för arbetare, 14–17 millimeter för drottningar och 13–15 millimeter för hanar.

## Utbredning
Arten förekommer i Europa och vidare österut genom Asien till Kamtjatkahalvön och ön Sachalin i östra Ryssland, Kina och Japan. Västligaste utbredningen i Europa är England. I Norden förekommer takgeting i Danmark, södra Norge (upp till Sognefjorden) och Sverige och Finland (ej i fjälltrakterna och de nordligaste delarna, annars spridd, dock vanligast i söder).
Både i Sverige och Finland är arten klassificerad som livskraftig ("LC").

## Levnadssätt
Takgetingen föredrar lite öppnare områden men dessa får gärna gränsa till skog. Arten har anpassat sig väl till människans närhet och gynnas i bebyggda områden med hus och trädgårdar. Boet byggs ofta fritt hängande på en skyddad plats, till exempel på ostörda vindar, i uthus, skjul eller under tegelpannor. Även tomma fågelholkar kan nyttjas för att bygga boet i, liksom ihåliga träd eller stubbar och vedtravar.
Samhällena är ettåriga. Arbetarna dör i början på hösten. Årets hanar flyger från juli till september och årets drottningar från slutet av juli till september. Efter parningen dör hanarna men drottningarna övervintrar och följande vår grundas nya samhällen.
En snyltgeting, taksnyltgeting (Dolichovespula adulterina), lever som boparasit hos takgeting.